# Гиллан, Карен
Ка́рен Ше́йла Ги́ллан (англ. Karen Sheila Gillan; род. 28 ноября 1987, Инвернесс, Шотландия) — шотландская актриса. Наиболее известна ролью Эми Понд в телесериале «Доктор Кто» и ролью Небулы в кинематографической вселенной Marvel.

## Биография
Мать и отец — Мэри Патерсон и Рэймонд Джон Гиллан. В семилетнем возрасте научилась играть на пианино. С ранних лет проявляла тягу к актёрскому мастерству, играя в постановках молодёжного театрального кружка и школьных пьесах в Чарльзстонской академии, где и училась. В возрасте 16 лет решила продолжить свою учёбу в Эдинбургском колледже. В 18 лет поступила в Академию Театрального Искусства «Italia Conti» в Лондоне, где её заметило модельное агентство. Карен участвовала в «Лондонской Неделе Моды-осень/зима 2007» дизайнера Аллегры Хинкс. Фрагмент был представлен в эпизоде документального фильма «Страсти Girls Aloud», премьера которого состоялась 4 апреля 2008.
Первую роль на телевидении Гиллан получила в сериале «Ребус» ещё во время учёбы в академии. За этим последовали эпизодические роли во множестве сериалов. В течение двух лет Гиллан снималась в «Шоу Кевина Бишопа», где играла различных персонажей, в том числе и знаменитостей (Анджелину Джоли, Кэти Перри и Джулию Робертс).
Её взяли на роль спутницы Одиннадцатого Доктора Эми Понд в начале 2009 года. Ранее она появилась в серии «Огни Помпеи» во второстепенной роли предсказательницы, сестры Сивиллы. Главной героиней сериала она стала в 1 серии 5 сезона «Одиннадцатый час», вышедшей в эфир в апреле 2010. В двух сериях также снялась двоюродная сестра Карен, Кейтлин Блэквуд, которая играла Эми в 7 лет. До съёмок сёстры никогда не виделись.
Первой театральной ролью Гиллан стала Ширли в пьесе Джона Осборна «Недопустимое доказательство». Премьера пьесы состоялась 16 октября 2011 года.

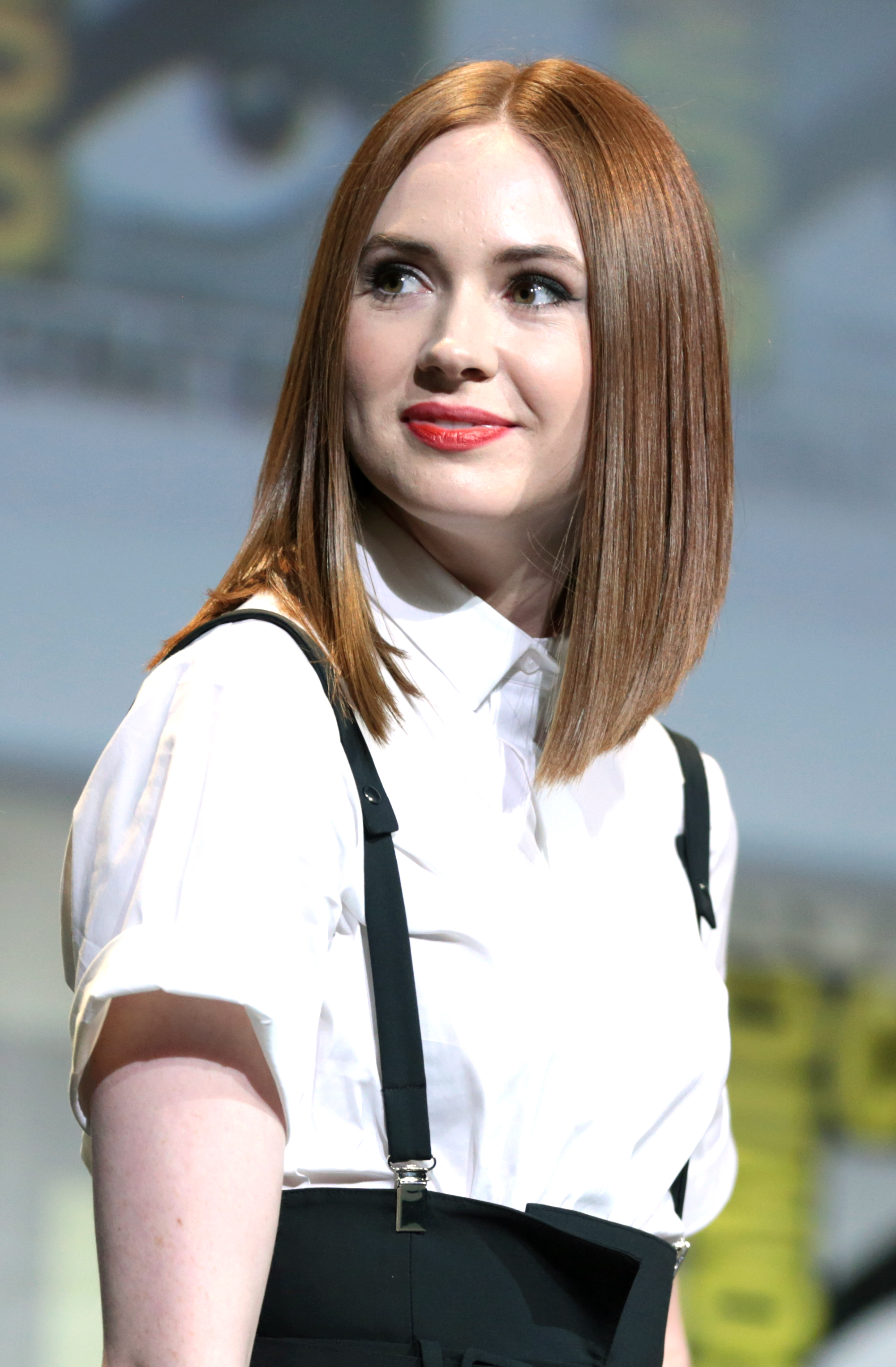
Карен Гиллан на San Diego Comic Con, 2016 год

В мае 2013 года стало известно, что Гиллан получила роль Небулы в фильме Marvel Studios «Стражи Галактики». Для роли она обрила голову наголо. Спустя 3 года она сыграла в сиквеле, а в 2023 году вышел триквел с её участием.
В 2014 году Гиллан была приглашена на главную роль в сериал ABC «Селфи», который был создан по мотивам классического фильма «Моя прекрасная леди». В 2015 году Гиллан можно было увидеть в фильме Адама Маккея «Игра на понижение» в компании таких актёров, как Кристиан Бейл, Брэд Питт, Райан Гослинг и Стив Карелл.
В 2017 году в мировой прокат вышел фантастико-приключенческий фильм «Джуманджи: Зов джунглей», в котором Карен исполнила одну из главных ролей наряду с Дуэйном Джонсоном, Джеком Блэком и Кевином Хартом. Два года спустя вышел сиквел картины.
В 2018 и 2019 актрису можно было увидеть в фильмах «Мстители: Война бесконечности» и «Мстители: Финал», соответственно. Так как и «Стражи Галактики», и фильмы о Мстителях являются частью кинематографической вселенной Marvel, в обеих лентах Карен исполнила роль Небулы.
В середине июля 2021 года в российский прокат вышла экшн-комедия «Пороховой коктейль», в которой Карен исполнила главную роль, задорного киллера, вынужденного перейти дорогу собственному боссу. Коллегами актрисы по картине стали Лина Хиди, Карла Гуджино, Мишель Йео, Анджела Бассетт и Пол Джаматти.

## Личная жизнь
В мае 2022 года вышла замуж за Ника Кочера, американского юмориста из комик-дуэта BriTANicK. Свадьба состоялась в замке Товард в шотландском городе Дунун
. В сентябре 2024 года на Кинофестивале в Торонто Карен объявила о том, что ждёт ребёнка. В декабре 2024 года родила дочь Клементину.

## Фильмография
| Год       |     | Русское название                         | Оригинальное название                       | Роль                                    |
| --------- | --- | ---------------------------------------- | ------------------------------------------- | --------------------------------------- |
| 2006      | с   | Ребус                                    | Rebus                                       | Терри Коттер                            |
| 2008      | с   | Доктор Кто                               | Doctor Who                                  | предсказательницa культа сестёр Сивиллы |
| 2008      | с   | Харли-стрит                              | Harley Street                               | Холли                                   |
| 2008—2009 | с   | Шоу Кевина Бишопа                        | The Kevin Bishop Show                       | различные роли                          |
| 2008      | с   |                                          | Coming Up                                   | Анна                                    |
| 2008      | тф  |                                          | Stacked                                     | Джинни Тёрнер                           |
| 2008      | ф   | Новые киллеры города                     | New Town Killers                            | девушка на остановке                    |
| 2009      | с   | Колодец                                  | The Well                                    | Колл                                    |
| 2008      | ф   | Изгнанники                               | Outcast                                     | Элли                                    |
| 2010—2013 | с   | Доктор Кто                               | Doctor Who                                  | Эми Понд                                |
| 2010      | ки  | Доктор Кто: Приключенческие игры         | Doctor Who: The Adventure Games             | Эми Понд                                |
| 2010      | ки  | Доктор Кто: Эвакуация Земли              | Doctor Who: Evacuation Earth                | Эми Понд                                |
| 2010      | ки  | Доктор Кто: Возвращение на Землю         | Doctor Who: Return to Earth                 | Эми Понд                                |
| 2010      | ки  | Доктор Кто: Лабиринты времени            | Doctor Who: The Mazes of Time               | Эми Понд                                |
| 2012      | тф  | Мы покорим Манхэттен                     | We'll Take Manhattan                        | Джин Шримптон                           |
| 2012      | с   |                                          | In Love with Coward                         | Лора                                    |
| 2013      | с   | Инспектор Клот                           | A Touch of Cloth                            | Керри Ньюблад                           |
| 2013      | ф   | Не просто счастливый конец               | Not Another Happy Ending                    | Джейн Локхарт                           |
| 2013      | с   | Спецназ: Сан-Диего                       | NTSF:SD:SUV::                               | Дейзи                                   |
| 2013      | ф   | Окулус                                   | Oculus                                      | Кейли Расселл                           |
| 2014      | ф   | Стражи Галактики                         | Guardians of the Galaxy                     | Небула                                  |
| 2014      | кор |                                          | Bound for Greatness                         | Мейв                                    |
| 2014      | с   | Селфи                                    | Selfie                                      | Элайза Дули                             |
| 2015      | кор |                                          | Warning Labels                              | Минди                                   |
| 2015      | ф   | Список                                   | The List                                    | Лили                                    |
| 2015      | тф  | 7 дней в аду                             | 7 Days in Hell                              | Лили                                    |
| 2015      | кор | Трус                                     | Coward                                      |                                         |
| 2015      | с   |                                          | Comedy Bang! Bang!                          | камео                                   |
| 2015      | ф   | Игра на понижение                        | The Big Short                               | Эви                                     |
| 2015      | с   | Робоцып                                  | Robot Chicken                               | Анастейша Стил                          |
| 2016      | ф   | В долине насилия                         | In a Valley of Violence                     | Эллен                                   |
| 2017      | ф   | Сфера                                    | The Circle                                  | Энни                                    |
| 2017      | ф   | Стражи Галактики. Часть 2                | Guardians of the Galaxy Vol. 2              | Небула                                  |
| 2017      | ф   | Джуманджи: Зов джунглей                  | Jumanji: Welcome to the Jungle              | Руби Раундхаус                          |
| 2018      | ф   | Вечеринка только начинается              | The Party's Just Beginning                  | Люси                                    |
| 2018      | ф   | Мстители: Война бесконечности            | Avengers: Infinity War                      | Небула                                  |
| 2019      | ф   | Мстители: Финал                          | Avengers: Endgame                           | Небула                                  |
| 2019      | ф   | Али, рули!                               | Stuber                                      | Сара Моррис                             |
| 2019      | ф   | Джуманджи: Новый уровень                 | Jumanji: The Next Level                     | Руби Раундхаус                          |
| 2019      | мф  | Камуфляж и шпионаж                       | Spies in Disguise                           | Глаза                                   |
| 2020      | ф   | Зов предков                              | Call of the Wild                            | Мерседес                                |
| 2021      | мс  | Что, если…?                              | What If…?                                   | Небула                                  |
| 2021      | ф   | Пороховой коктейль                       | Gunpowder Milkshake                         | Сэм                                     |
| 2022      | ф   | Тор: Любовь и гром                       | Thor: Love and Thunder                      | Небула                                  |
| 2022      | тф  | Стражи Галактики: Праздничный спецвыпуск | The Guardians of the Galaxy Holiday Special | Небула                                  |
| 2022      | ф   | Клон                                     | Dual                                        | Сара/двойник Сары                       |
| 2023      | ф   | Поздние цветы                            | Late Bloomers                               | Луиза                                   |
| 2023      | ф   | Стражи Галактики. Часть 3                | Guardians of the Galaxy Vol. 3              | Небула                                  |
| 2023      | мс  | Рона, живущая у реки                     | Rhona Who Lives by the River                | Рона                                    |
| 2024      | ф   | Спящие псы                               | Sleeping Dogs                               | Лора Бэйнс                              |
| 2024      | ф   | Жизнь Чака                               | The Life of Chuck                           | Фелиция Гордон                          |

Театральные работы
| Год  | Название                    | Роль  | Театр            |
| ---- | --------------------------- | ----- | ---------------- |
| 2011 | Недопустимое доказательство | Ширли | Donmar Warehouse |
| 2013 | Время действовать           | Карен | Бродвей          |

## Награды и номинации
| Год  | Премия                             | Номинация                                 | Работа                    | Результат |
| ---- | ---------------------------------- | ----------------------------------------- | ------------------------- | --------- |
| 2010 | TV Quick Award                     | Лучшая актриса                            | Доктор Кто                | Номинация |
| 2010 | Премия «Женщина года» Космополитен | Лучшая актриса                            | Доктор Кто                | Победа    |
| 2011 | Премия SFX                         | Лучшая актриса                            | Доктор Кто                | Победа    |
| 2011 | TV Choice Awards                   | Лучшая актриса                            | Доктор Кто                | Победа    |
| 2011 | Scream Awards                      | Лучшая актриса в жанре научной фантастики | Доктор Кто                | Номинация |
| 2012 | National Television Awards         | Лучшая женская драматическая роль         | Доктор Кто                | Победа    |
| 2012 | Шотландская премия моды            | Шотландская икона моды                    | Модель                    | Победа    |
| 2013 | National Television Awards         | Лучшая женская драматическая роль         | Доктор Кто                | Номинация |
| 2014 | Fright Meter Awards                | Лучшая актриса                            | Окулус                    | Номинация |
| 2014 | Общество кинокритиков Детройта     | Лучший киноансамбль                       | Стражи Галактики          | Победа    |
| 2014 | Общество кинокритиков Финикса      | Лучший актёрский состав                   | Стражи Галактики          | Номинация |
| 2015 | Кинопремия Империя                 | Лучший женский дебют                      | Стражи Галактики и Окулус | Победа    |
| 2015 | Кинофестиваль IFS                  | Лучшая актриса короткометражки            | Bound for Greatness       | Победа    |
| 2015 | IFS Film Festival                  | Лучшая независимая короткометражка        | Coward                    | Победа    |